# Souahlia
Souahlia (în arabă السواحلية) este o comună din provincia Tlemcen, Algeria.
Populația comunei este de 22.245 de locuitori (2008).